# Serce tursasa

Odmiany Tursaansydäna

Serce tursasa albo serce morsa (fin. tursaansydän albo mursunsydän) – odmiana swastyki pochodząca z Europy północnej. Szczególnie wykorzystywana w kulturze Lapończyków. 
Przyjmuje się, że używany był w obrzędach szamanów. Przypuszcza się również, iż wyobraża on lecący i obracający się młot skandynawskiego boga Thora lub fińskiego boga Ukko. 
Inna teoria mówi, że mogłoby to być serce podstępnego potwora morskiego tursasa z mitologii fińskiej. Najprawdopodobniej jednak znaczenie owego znaku zmieniało się często w czasie.